# Перша Українська дивізія (синьожупанників)
Перша Українська дивізія  —  дивізія сформована після Берестейського миру на підставі договору української мирової делегації з Німецькою імперією (заходами Союзу визволення України) з українських полонених із таборів у Німеччині: Раштат, Вецляр, Зальцведель.

## Історія
Перша Українська дивізія мала 4 піхотні полки (по 1 200 старшин і вояків) і 1 гарматний. Загальна чисельність особового складу сягала 6000 козаків та 300 старшин. Командиром 1 синьожупанної дивізії був генерал Віктор Зелінський; остаточне її сформування відбулося у м. Ковелі (Волинь) і в середині березня 1918 вона переїхала до Києва.
Прибуття у березні Синьої дивізії до Києва вітало багато провідних українських діячів, але окремі діячі Центральної Ради ставилися з обережністю до будь-яких військових національних формувань.
Наказом військового міністра УНР Олександра Жуковського вона мала бути розформована. За його власними спогадами, існування подібного наказу заперечувалося; натомість мав місце конфлікт з німцями щодо заміни Зелінського на І. Мартинюка з подальшим залишенням частини формації. Сам Жуковський невдовзі був заарештований за звинуваченням у причетності до викрадення А. Доброго.
У ніч на 27 квітня 1918 року німці, напередодні проголошення Гетьманом П.Скоропадського (29. 04. 1918), німці роззброїли та розпустили Першу Українську дивізію. 
Чимало вояків цієї дивізії відіграло позитивну роль у державному житті України і увійшли до інших військових формацій. Спроби відновлення синьожупанників за Директорії УНР привели лише до створення 7 Синього полку в складі Третьої Залізної стрілецької дивізії.

## Однострій

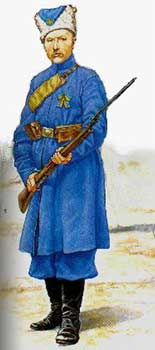
Вояк української дивізії Синьожупанників

Обмундирування для синьожупанної дивізії було пошито у Німецькій імперії, кількістю 6000 екземплярів.
У комплект входили:
- Синій жупан;
- Сині шаровари;
- Біло-сіра шапка із синім шликом завернутим усередину та жовтою кокардою (чічкою);
- Верхня сорочка;
- Захисні штани;
- Захисна гімнастерка;
- Чоботи;
- Синій пояс;
- Шкіряний ремінь;
- Гвинтівка;
- Кинджал (не у всіх);
- 2 простирадла;
- 2-і натільні сорочки;
- 2-оє підштанників;
- 2-і підсумки.

Проте набір синього одягу і особистих речей був тільки у чотирьох піших полках 1-ї Української дивізії. 1-й артилерійський полк цієї дивізії мав всього чотири комплекти синього одягу — для презентаційних заходів.
Вояки 1-го Українського гарматного полку прибули в Київ в одязі, в якому були одягнені ще у німецьких таборах для військовополонених. Також без синьої уніформи залишилась і 2-га Українська дивізія — вона повністю була одягнена у ту форму, в якій вояки прибули до Ковельського повіту із таборів для військовополонених. Для презентабельності 10 березня в дивізію було відправлено 20 комплектів синьожупанної уніформи. Цей одяг було роздано штабу дивізії, німецькому сотнику — представнику німецького командування і дев'ятьом старшинам 8-го Українського козацького полку.
Таким чином, синьожупанними були всього чотири піші полки 1-ї Української козацької дивізії, які отримали 6 тисяч комплектів зшитого у Німеччині синього одягу.

## Галерея

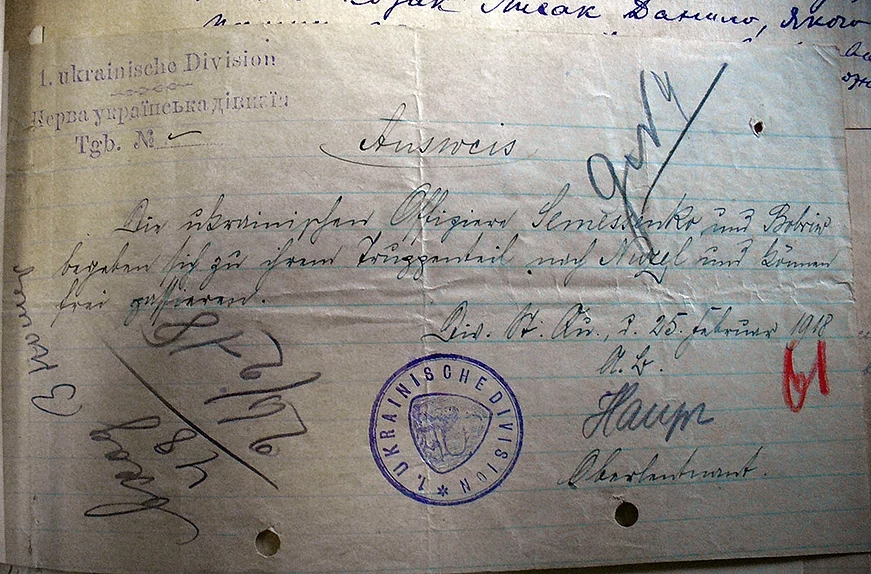
Німецький документ з кутовим штампом та печаткою 1-ї Української дивізії
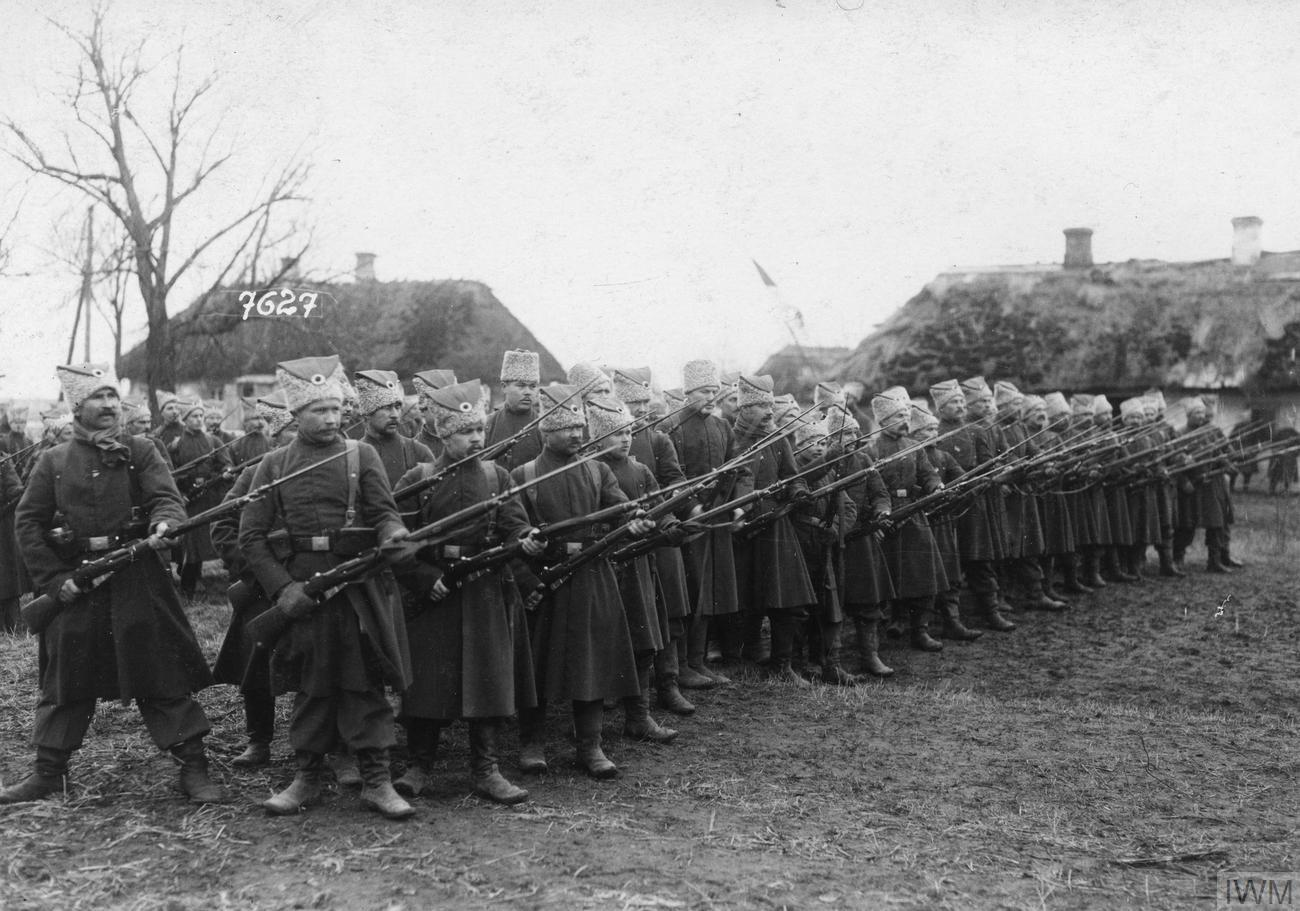
Навчання прийомам бою з багнетом
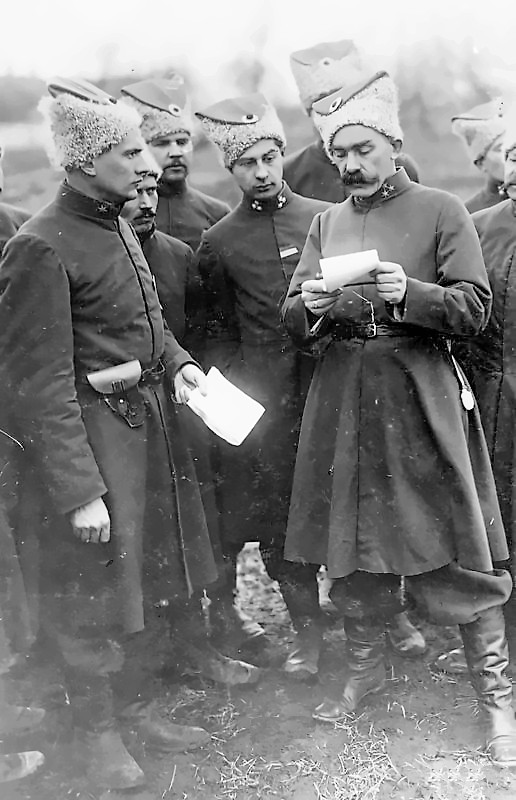
Офіцери
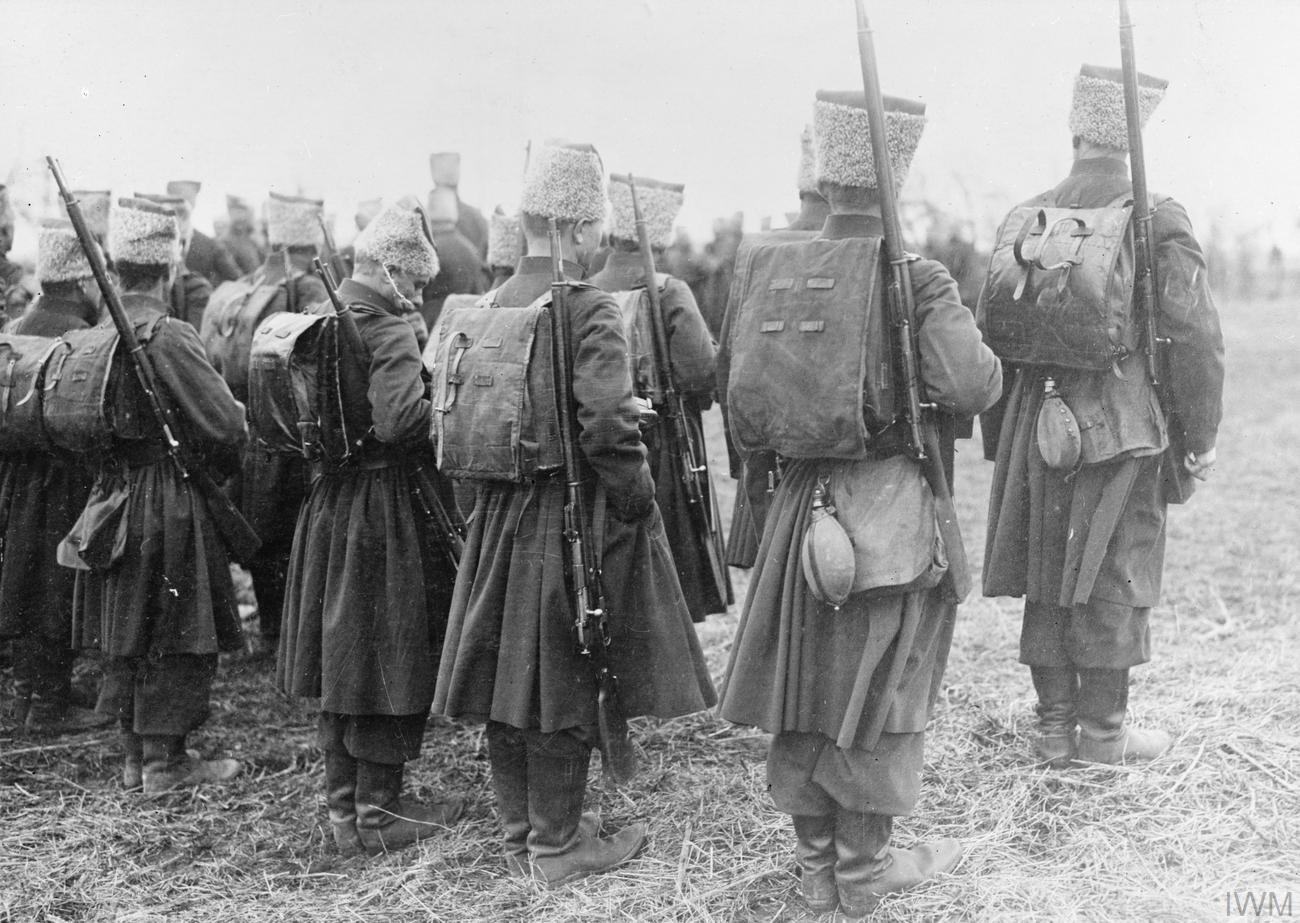
На шикуванні
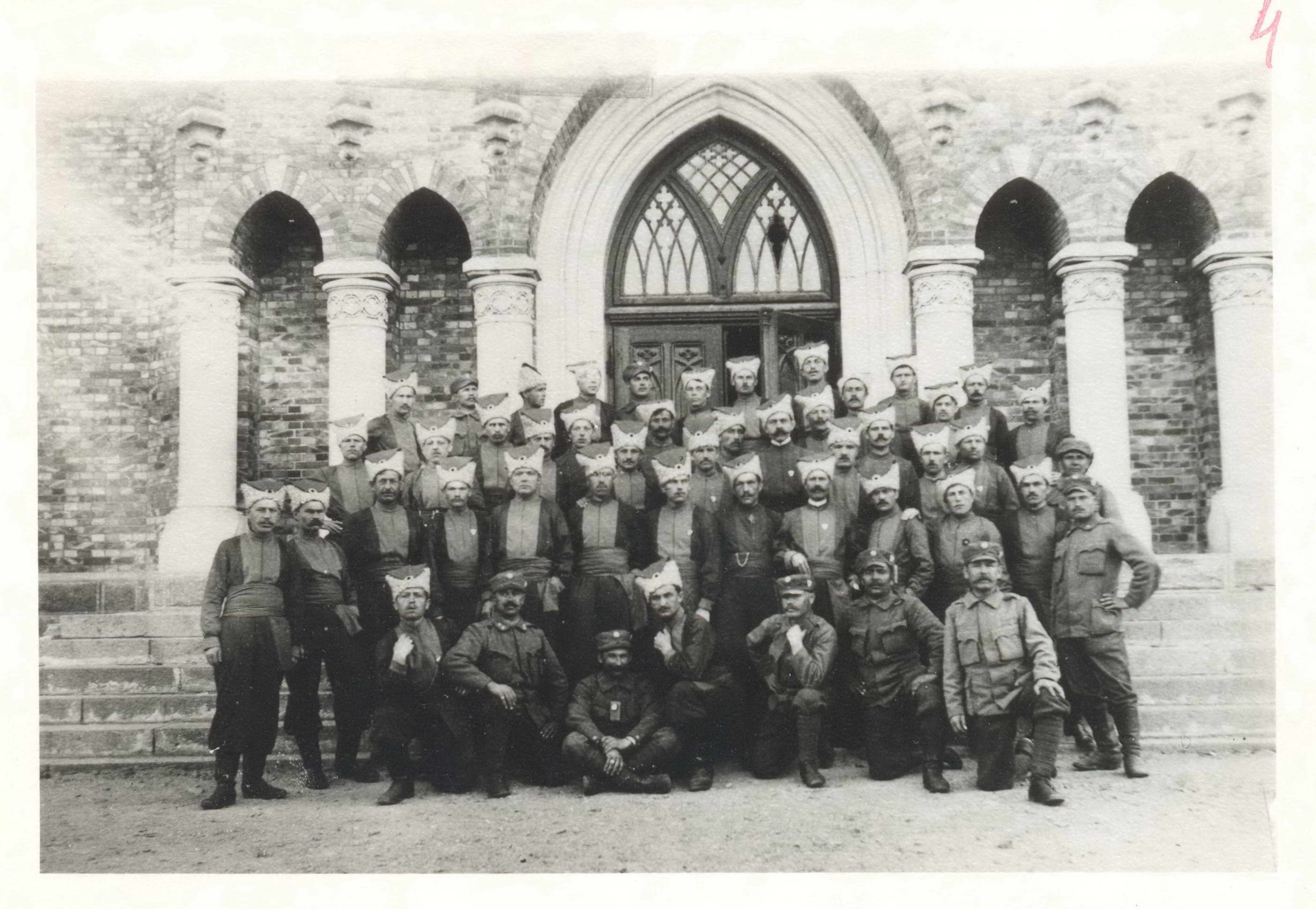
Чота 1-го Запорізького полку ім. Т.Шевченка (Синьожупанників) в м. Парчеві на Підляшші, 20 травня 1917 року.
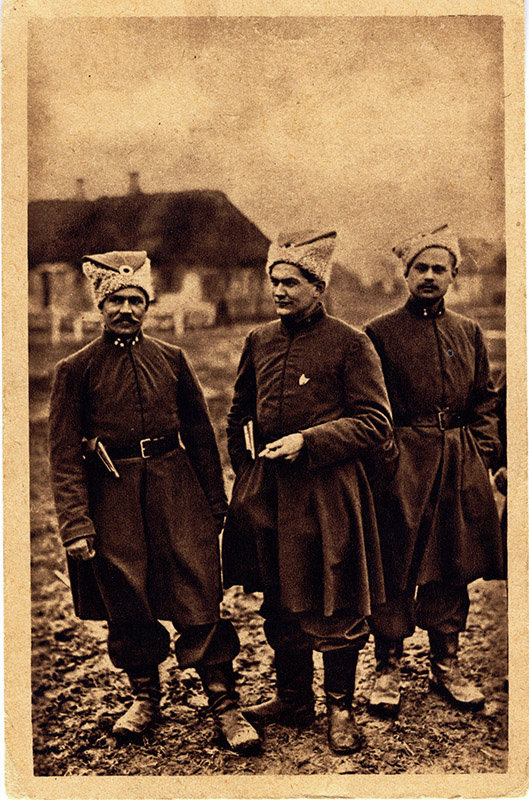
Офіцери Синьожупанної дивізії, лютий 1918.
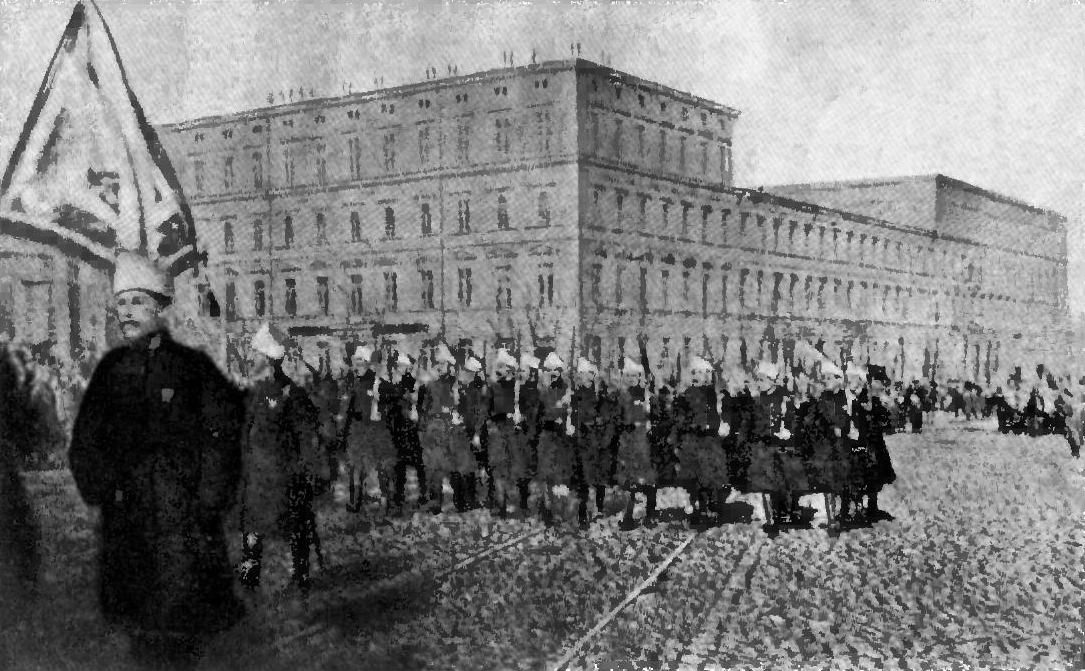
Парад синьожупанників у Києві 24 березня 1918 року.
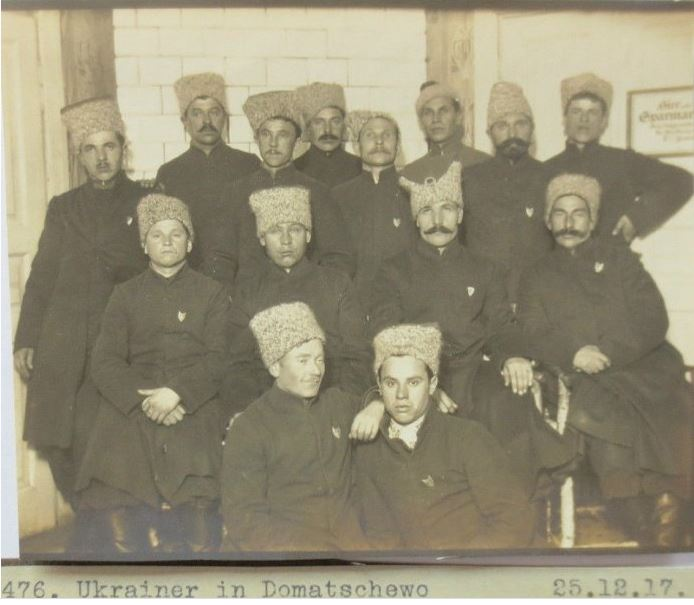
Вояки Першої Української дивізії Синьожупанників Армії УНР в  Домачеве на Берестейщині. 25 грудня 1917 року.
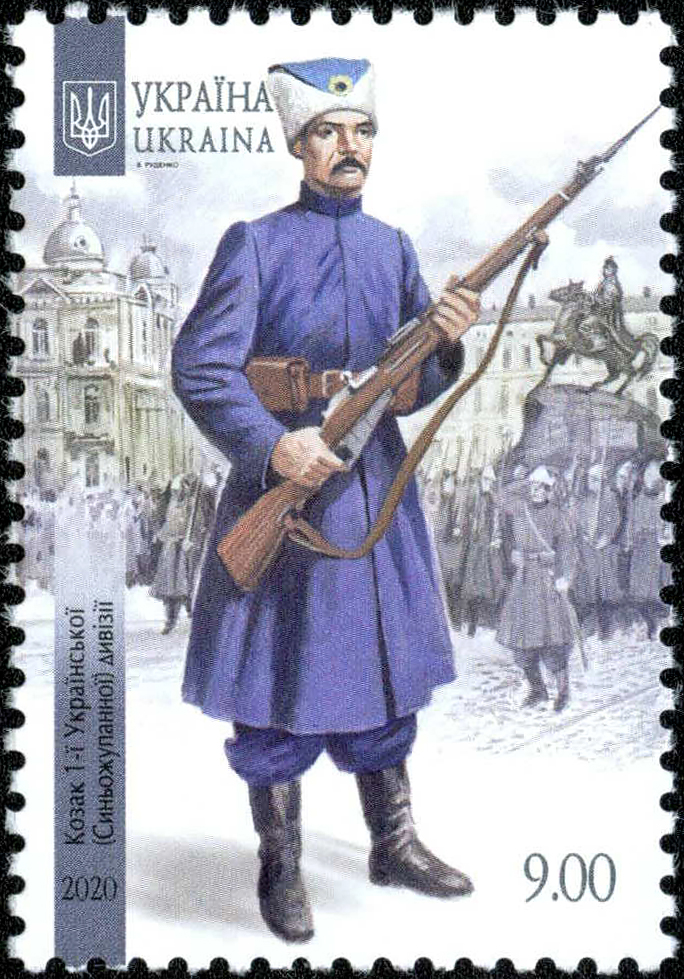